# Dinosebacetaat
Dinosebacetaat is de azijnzure ester van dinoseb. Net zoals dinoseb werd het gebruikt als herbicide. Het werd rond 1958 op de markt gebracht door Hoechst (merknamen: Aretit, Ivosit). Dinoseb of de zouten en esters van dinoseb zijn echter niet meer toegelaten in de Europese Unie. De in- en uitvoer ervan is aan de internationale PIC-procedure uit het verdrag van Rotterdam onderworpen (Prior Informed Consent, voorafgaande geïnformeerde toestemming).

## Eigenschappen
De stof is irriterend voor de ogen. Ze kan effecten hebben op het centraal zenuwstelsel. Blootstelling aan een hoge dosis kan de dood veroorzaken.
Bij langdurige of herhaaldelijke blootstelling kan ze effecten hebben op de nieren, de lever en de ogen, met cataract als gevolg. De stof kan ook schadelijk zijn voor de voortplanting of de ontwikkeling bij de mens.
De stof is ook giftig voor vissen en vogels.